# La guerra civile fredda
La guerra civile fredda è un saggio satirico scritto da Daniele Luttazzi, uscito il 12 giugno 2009 per i tipi dell'editore Feltrinelli.
Il volume contiene il saggio satirico La guerra civile fredda, da cui è tratta una parte del monologo teatrale Decameron (2009); post tratti dal blog dell'autore; e racconti inediti. La scheda editoriale del libro spiega che "la “guerra civile fredda” è l'esito del progetto organico, reazionario, fatto di disuguaglianze e gerarchie, che è in atto da un ventennio nel Paese."
In particolare documenta con un profluvio di esempi tratti dalla cronaca politica i cinque elementi della tecnica di propaganda basata sulla narrazione emotiva:
1. Ostacoli: perché la storia abbia presa sul pubblico il protagonista deve inventare un ostacolo supremo contro cui battersi
2. Debolezze: senza di esse non può crearsi un legame emotivo fra il protagonista e il pubblico
3. Un progetto: il protagonista deve mostrare di voler raggiungere il proprio obiettivo a tutti i costi
4. Unicità: il protagonista dev'essere reso unico e il modo migliore è narrare il suo passato
5. Antipodi: il protagonista e il suo antagonista devono essere perfetti antipodi.

## Citazioni
(Daniele Luttazzi)